# بيتر شارب (رسام)
بيتر شارب (بالإنجليزية: Peter Sharp)‏ هو رسام أسترالي، ولد في 1964.